# Jelena Sokolova
Jelena Aleksandrovna Sokolova (ryska: Елена Александровна Соколова), född den 23 juli 1986, är en rysk friidrottare som tävlar i längdhopp.
Sokolova fick sitt genombrott under 2009. Hon började året med att bli tvåa vid inomhus-EM i Turin då hon hoppade 6,84 meter, slagen bara av Ksenija Balta. 
Utomhus hoppade hon 6,92 inför VM vilket gjorde henne till en av favoriterna till guldet. Väl vid VM så misslyckades hon att ta sig vidare till finalen. Däremot slutade hon tvåa vid IAAF World Athletics Final 2009 efter ett hopp på 6,81 meter.

## Personliga rekord
- Längdhopp - 6,92 meter